# Zamarada psectra
Zamarada psectra är en fjärilsart som beskrevs av Fletcher 1974. Zamarada psectra ingår i släktet Zamarada och familjen mätare. Inga underarter finns listade i Catalogue of Life.